# Angelus Novus (Klee)
Angelus Novus è un acquerello dipinto nel 1920 da Paul Klee, conservato presso il Museo d'Israele, a Gerusalemme.

## Descrizione
L'opera fu realizzata durante un anno di svolta nella carriera di Klee: nel 1920 tenne la sua prima vera e propria mostra a Monaco mentre era in procinto di entrare a far parte del Bauhaus di Weimar. Inoltre, giunse in quel periodo a maturazione la sua concezione artistica, che espose nella Confessione creativa (Schöpferische Konfession, 1918), in cui spicca la sua "percezione metafisica" della realtà. Nell'arco di più di vent'anni, Klee creò una cinquantina di esseri soprannaturali sotto forma di angeli celesti, che possono essere compresi solamente nel contesto della sua visione metafisica.
Nel 1921, il dipinto venne acquistato dal critico e filosofo tedesco Walter Benjamin, che nel suo saggio Tesi di filosofia della storia, lo descrive come segue:
(Walter Benjamin, Über den Begriff der Geschichte, Tesi IX, in: Gesammelte Schriften (Opere complete), a cura di Rolf Tiedemann e Hermann Schweppenhäuser, Suhrkamp  Frankfurt a. M. 1980, Volume I.2, p. 697)
Walter Benjamin, dopo aver acquistato il quadro tra maggio e giugno 1921 per soli 1000 Papiermark (equivalenti a €450 di oggi), lo affidò al suo amico Gershom Scholem. Nel novembre 1921 Scholem inviò il disegno a Berlino, dove Benjamin si era trasferito. Nel settembre 1933, in fuga dai nazionalsocialisti, Benjamin andò in esilio a Parigi senza l'opera, che alcuni amici riuscirono a fargli avere nel 1935. Quando Benjamin dovette lasciare la città, prima che la Wehrmacht tedesca la occupasse nel 1940, il quadro fu nuovamente abbandonato. Lo scrittore francese Georges Bataille lo nascose nella Bibliothèque Nationale de France. Dopo il suicidio di Benjamin nel 1940 a Portbou e la fine della guerra, il dipinto e altri documenti giunsero a New York a Theodor W. Adorno, che in seguito lo trasmise a Gershom Scholem, come richiesto da Benjamin in un testamento del 1932.
Scholem ha dichiarato che Benjamin si era identificato col soggetto rappresentato nell'opera e l'aveva incluso nella sua teoria dell'"angelo della storia", un'interpretazione melanconica del processo storico come di un ciclo di disperazione senza fine.
Otto Karl Werckmeister ha notato come l'interpretazione di Benjamin dell'opera di Paul Klee sia divenuta «un'icona della sinistra».
L'opera è stata di ispirazione per altri artisti, registi, scrittori e musicisti, tra i quali John Akomfrah, Ariella Azoulay, Carolyn Forché e Rabih Alameddine.
Nel 2015, l'artista statunitense R. H. Quaytman, in occasione dell'esposizione delle proprie opere al Museo d'arte di Tel Aviv, ha scoperto che il dipinto di Klee è adeso a un'incisione su rame del 1838 di Friedrich Müller, realizzata a partire da un ritratto di Martin Lutero di Lucas Cranach il Vecchio.